# Anthophora fratercula
Anthophora fratercula là một loài Hymenoptera trong họ Apidae. Loài này được Gribodo mô tả khoa học năm 1924.